# Nueva (Llanes)

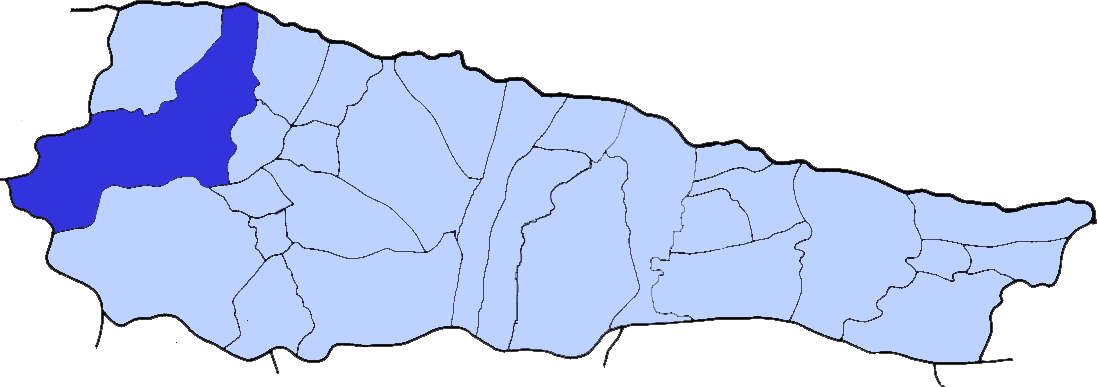
Localización de Nueva en el concejo de LLanes

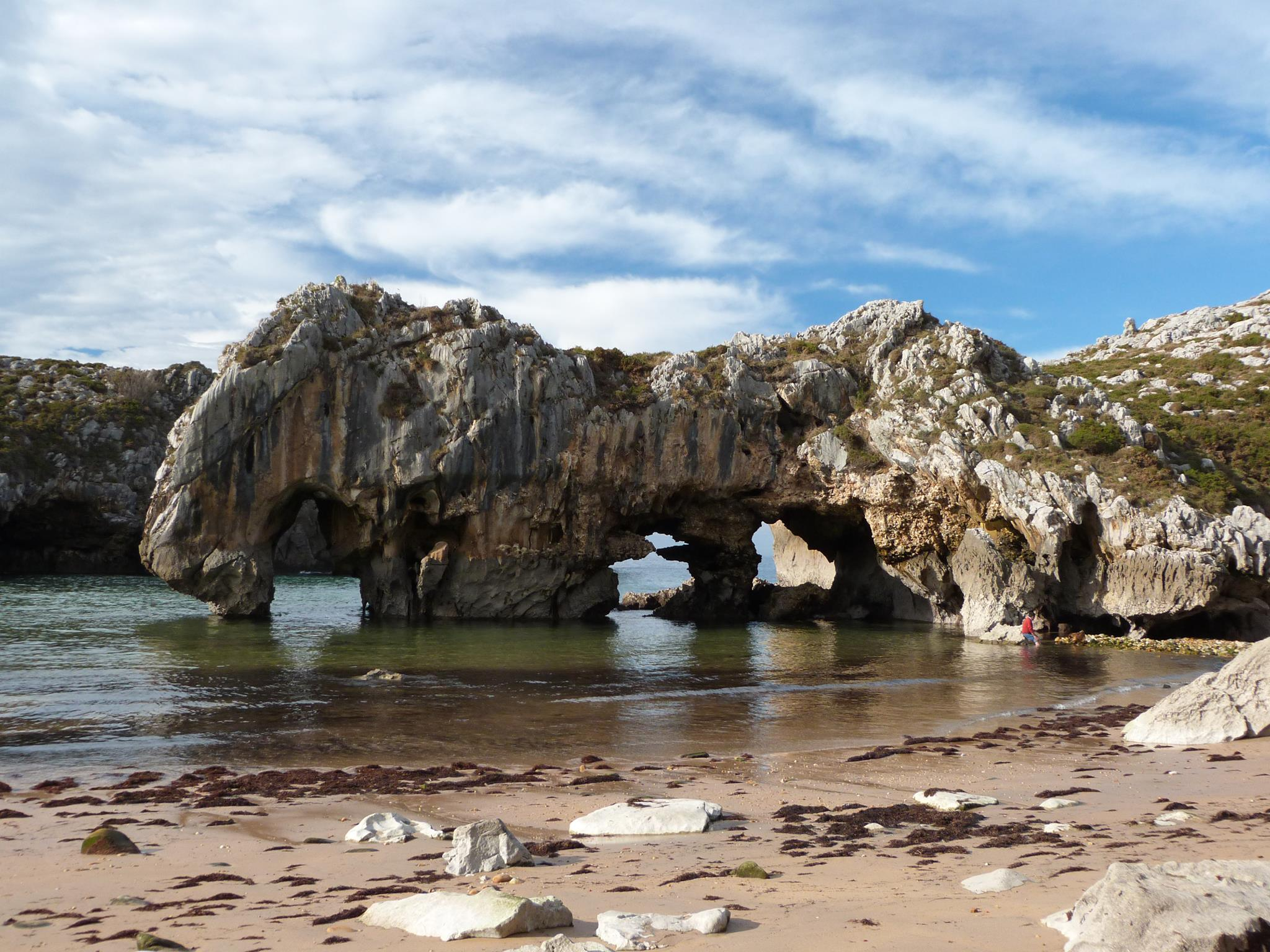
Paraje conocido como Los Arcos en la playa de Cuevas del Mar de Nueva

Nueva es una parroquia asturiana del concejo de Llanes, España, y un lugar de dicha parroquia. En el lugar de Nueva se encuentra el templo de la parroquia eclesiástica correspondiente, bajo la advocación de San Jorge.

## Geografía
El término parroquial limita al norte con el mar Cantábrico, al oeste con la parroquia llanisca de Pría, al sur con la de Ardisana y al este con las de Hontoria, Los Carriles y Los Callejos. Se sitúa en un valle entre los montes Socampo o Cantollano (226 m) y el Pico Maor (367 m) ambos situados sobre la sierra del Cuera y es atravesado de sur a norte por el río Ereba o río de Nueva.
El lugar de Nueva se encuentra a 18 kilómetros de la villa de Llanes, capital del concejo, a una altitud de 45 metros.

## Demografía
La parroquia contaba con una población empadronada de 721 habitantes (INE 2015) repartidos en 387 viviendas (2001) y 27,13 km².

### Localidades
Según el nomenclátor de 2015, la parroquia comprende los siguientes lugares:
- Llamigo (36 habitantes)
- Nueva (584 habitantes)
- Ovio (70 habitantes)
- Picones (17 habitantes)
- Riensena (14 habitantes)

## Red de comunicaciones
Nueva se sitúa a 17 km al oeste de Llanes y a 10 al este de Ribadesella. En el km 112 de la antigua Nacional 634, hoy A8 (autovía del Cantábrico). Así mismo dispone de estación de ferrocarril de vía estrecha (FEVE). Los aeropuertos más cercanos son el Aeropuerto de Asturias y el Aeropuerto de Santander.

## Historia
La primera referencia de Nueva nos sitúa en el periodo prehistórico del Mesolítico en la cueva de Penicial (enlace roto disponible en Internet Archive; véase el historial, la primera versión y la última). yacimiento descubierto por el Conde de la Vega del Sella donde surge la cultura Asturiense. De la Edad del Bronce hay constancia de enterramientos de la cultura de los túmulos. De esta etapa al Hierro e incluso llegados a la romanización las grandes lagunas hacen imposible el seguimiento continuado de su proceso histórico.
Existen datos dispersos de origen medieval que nombran la zona como parte del itinerario del Camino de Santiago, aunque la primera documentación firme es aquella en la cual se menciona el lugar como sitio de descanso y almuerzo del rey Carlos I en su viaje a Llanes, en la Torre de San Jurde (San Jorge).

(por el rey Carlos I)... llega el monarca, la infanta doña Eleonor y su comitiva al concejo de Llanes el 26 de septiembre de 1517, comiendo ese día en la torre de San Jorge de Nueva, para llegar a la villa al oscurecer.
RIDEA, Asturias, Concejo a Concejo

Hay constancia documental de su importancia a finales de la Edad Media y a lo largo de la Edad Moderna. Cuevas del Mar fue un abra importante con gran actividad pesquera y de transporte marítimo.
Después de eso, hay que trasladarse a la guerra de independencia española en donde esta localidad tuvo un papel destacado contra la invasión napoleónica. Capitaneados por Zapatinos, integrante de la guerrilla contra los invasores galos, se produjo un levantamiento del pueblo de Nueva contra los colaboradores de los franceses.
El 2 de agosto de 1810 llegó a Cuevas del Mar una expedición inglesa compuesta por tres fragatas y embarcaciones más pequeñas con ochocientos soldados al mando del general Juan Díaz Porlier, el Marquesito apoyado por la Escuadra inglesa. El desembarco se produjo bajo la protección de las partidas volantes del concejo de Llanes capitaneadas valientemente por José Balmori. Desde Nueva el numeroso convoy se dirigió a Espinama de Liébana para combatir a la francesada.
En los siglo XVIII y XIX surge un tímido impulso industrial con la explotación de minas de carbón, industria de tejidos y la industria de las tejeras. También por autores de la época hay constancia de los cultivos de naranjos y limoneros cuya producción exportaban a Inglaterra donde eran muy apreciados para la confección de mermeladas.
Tuvo varios impulsos migratorios desde mediados del siglo XVIII hasta principios del XX principalmente hacia las Américas, Cuba y México en busca de mejoras económicas y culturales. De estas partidas surge el fenómeno indiano que tendrá gran repercusión en los cambios que se van a producir con la entrada de las grandes fortunas y los nuevos ricos que aportarán una mejora sociocultural y económica muy importante para su pueblo.
En el trienio liberal (1820 a 1823) Nueva se constituye como municipio independiente de Llanes.

Varias parroquias del concejo se constituyeron en municipio durante el Trienio Liberal (1820-1823). Estas fueron San Antolín de Naves, con cabeza municipal en Naves, San Jorge de Nueva, con capital en Nueva y San Pedro de Vibaño, con capital en Vibaño.
RIDEA, Asturias, Concejo a Concejo

Debido al capital indiano y a las inquietudes de los retornados surgen interesantes iniciativas culturales como fue el periódico quincenal El Eco de Socampo fundado y dirigido desde finales del siglo XIX hasta 1903 por el escritor Amable González Abín.
A comienzos del siglo XXI es un apacible pueblo, cuya economía se basa en la agricultura, ganadería y turismo.

## Patrimonio

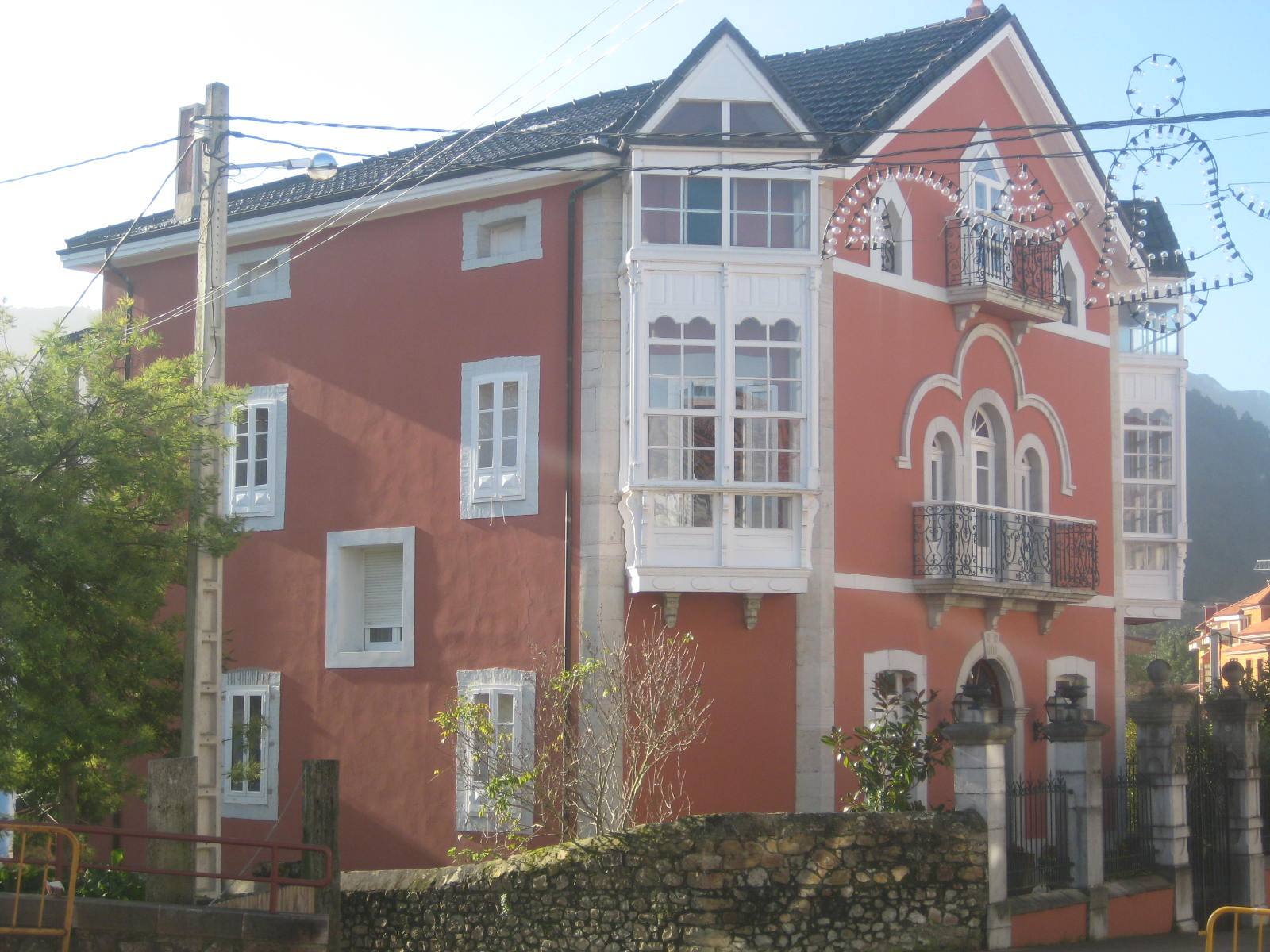
Arquitectura indiana de Nueva

Nueva fue declarado pueblo más bonito de Asturias en el primer concurso regional celebrado en el año 1953. Entre su patrimonio destaca:
- Palacio de los Condes de la Vega del Sella (siglo XVIII) que encierra entre sus muros la Torre de San Jorge del siglo XI.
- Palacio de los Junco o de los Calderón de la Barca (siglo XVI) ubicado en Cuevas del Mar.
- Ermita del Santo Cristo del Amparo (1712).
- Edificio que fue Hospital de peregrinos con capilla de advocación a la Virgen de la Blanca, data del siglo XII aunque ha sido muy reformado.
- Diversas casonas de estilo barroco del siglo XVIII.
- Casas de indianos de finales del siglo XIX y principios del XX.

## Playas
En las inmediaciones de Nueva, a sólo 2 kilómetros, se localiza la preciosa playa de Cuevas del Mar. Y muy cerca de ésta, se puede acceder a pie a la coqueta playa de San Antonio, aislada pero con gran afluencia de público.

## Patrimonio inmaterial

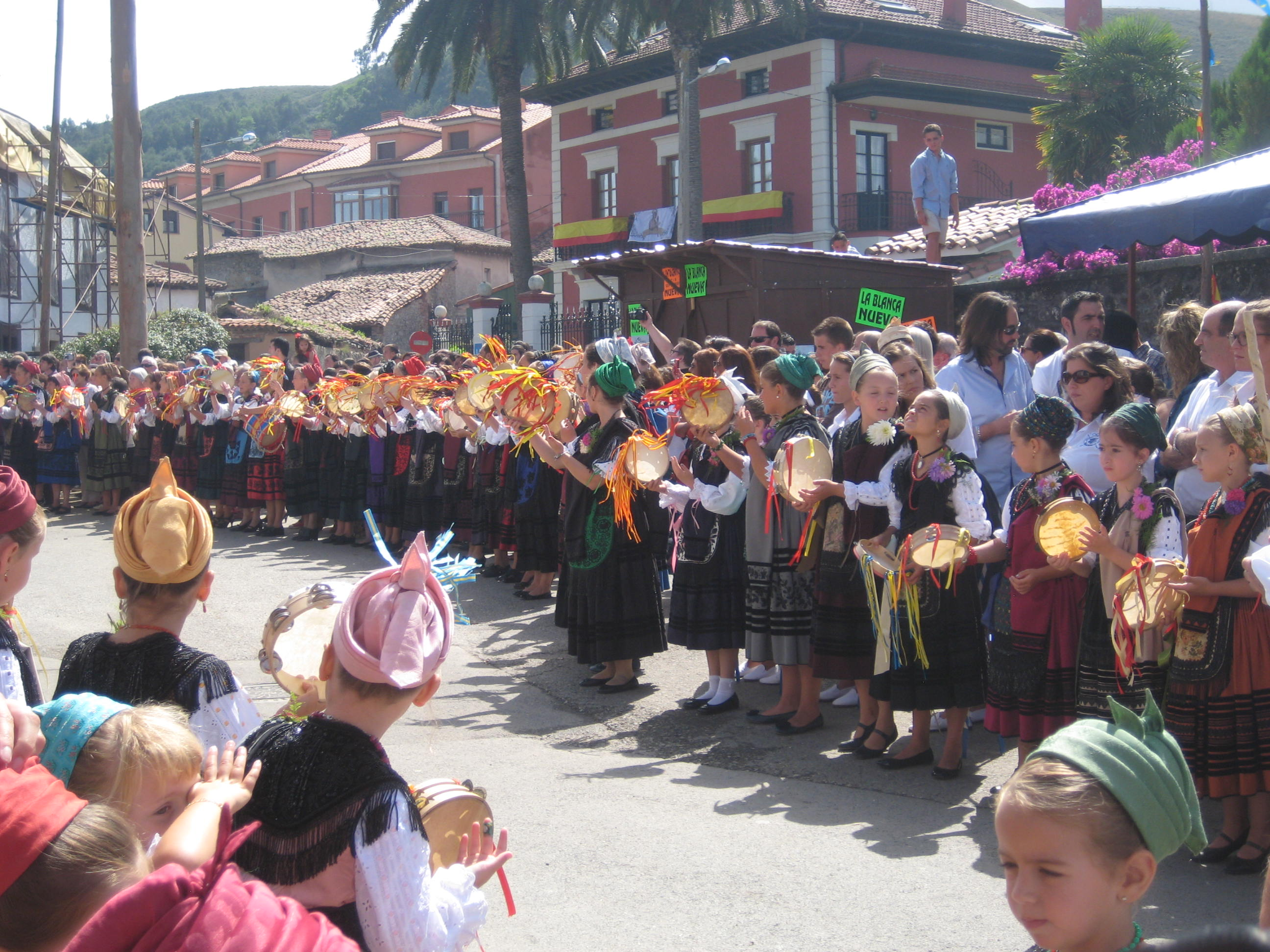
Ofrecimiento del ramo a la Virgen de la Blanca.

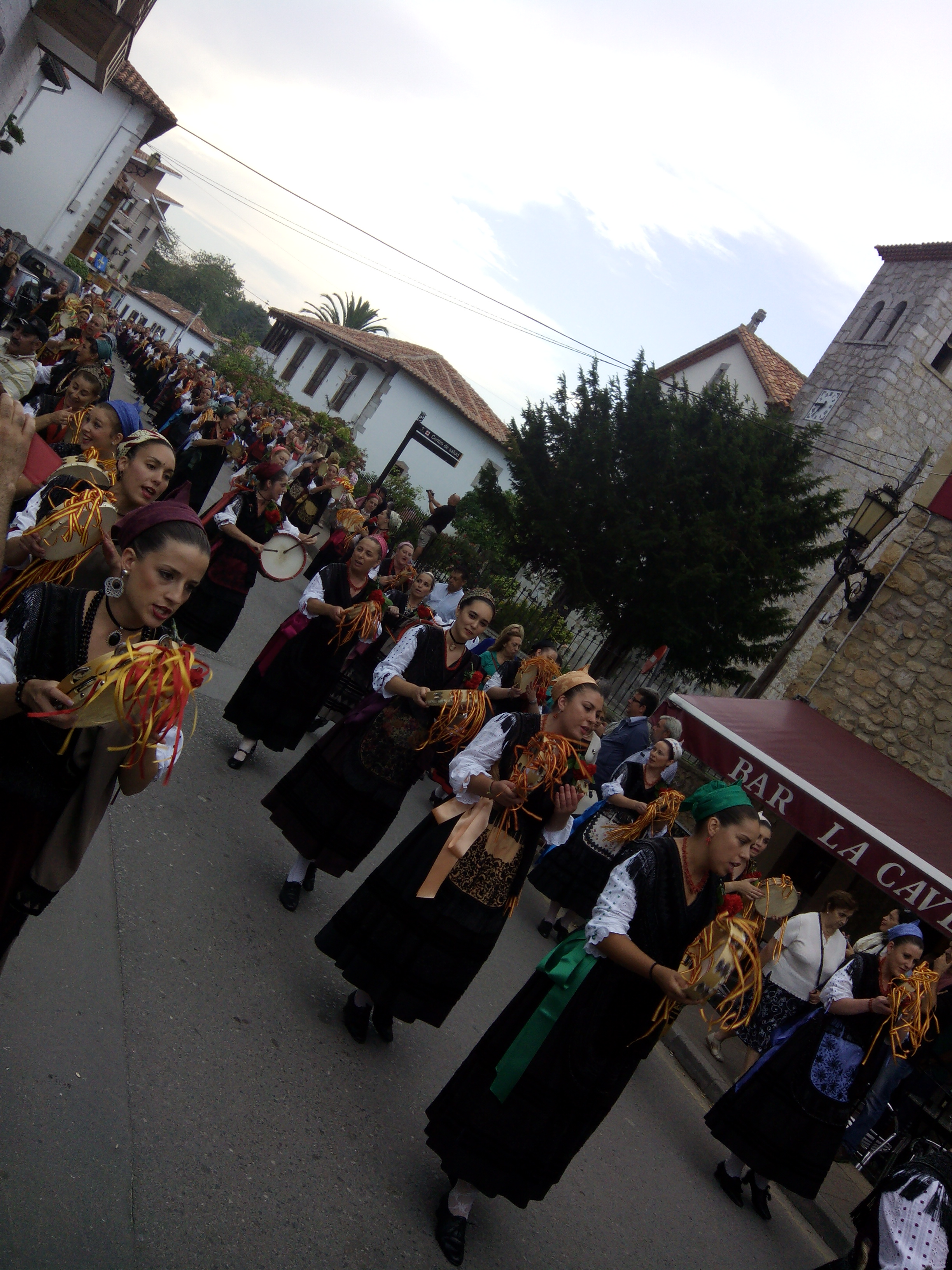
Fiestas del Santo Cristo del Amparo.

- Fiestas de San Jorge. Se celebra el 23 de abril.
- Fiestas de San Juanón. Se celebra el último fin de semana de julio.
- Fiesta de Nuestra Señora del Henar. Se celebra el día 5 de agosto.
- Fiestas del Santo Cristo del Amparo. Las fiestas, declaradas de Interés Turístico del Principado de Asturias, se celebran los días 13 y 14 de septiembre.
- Fiestas de la Virgen de la Blanca. Se celebra los días 7 y 8 de septiembre.
- Fiestas de Nuestra Sra. del Loreto en Llamigo y Batalla del Vino. Día 9 de septiembre.

## Personajes Ilustres
Ricardo Duque de Estrada y Martínez de Morentín (conde de la Vega del Sella)
Nació en Estella, (Navarra), el 11 de enero de 1870 y falleció en Nueva, Llanes, Asturias, el 28 de septiembre de 1941. Fue un historiador, naturista, político, mecenas, escritor y arqueólogo nacido en Navarra, que desarrollo su labor en Asturias (España).
El conde de la Vega del Sella acuñó la denominación del periodo geológico Asturiense en 1923 tras la tipificación de sus rasgos básicos efectuada pocos años antes en la cueva del Penicial en Nueva (Llanes). Lo que hace inconfundible al Asturiense es la formación de grandes acumulaciones de desechos marinos, principalmente conchas de moluscos (concheros), situadas en las bocas y vestíbulos de muchas cuevas.
Sus restos mortales descansan en la capilla familiar de San Antonio (Picones) en la parroquia de Nueva. Un incomparable lugar desde donde se observa el mar Cantábrico y los Picos de Europa.